# N8 hovedvej (Filippinerne)
National Rute 8 (N8) er en hovedvej der forbinder der meste af Cebu.